# Raulhac
Ne doit pas être confondu avec le lieu-dit Raulhac en Corrèze
Raulhac est une commune française, située dans le département du Cantal en région Auvergne-Rhône-Alpes.
Ses habitants sont appelés les Raulhacois et les Raulhacoises.

## Géographie
Le point le plus bas se situe au pont de Messilhac (côte 530), le point le plus haut à la Camp de Peyre (1 000 m).
La commune est proche du parc naturel régional des volcans d'Auvergne. Elle fait également partie d'une région historique appelée le Carladès.
Raulhac se trouve au cœur du Carladès et de la vallée du Goul, rivière née au pied du Puy Gros et dont la source était autrefois appelée la Font de Goul.
Les villes et villages proches de Raulhac sont : Badailhac (15) à 3,26 km, Jou-sous-Monjou (15) à 4,43 km, Cros-de-Ronesque (15) à 4,51 km, Mur-de-Barrez (12) à 5,97 km, Pailherols (15) à 6,20 km (distances calculées à vol d'oiseau).

### Communes limitrophes
Les communes limitrophes sont  Badailhac, Cros-de-Ronesque, Jou-sous-Monjou, Mur-de-Barrez, Pailherols et Taussac.

### Climat
Pour des articles plus généraux, voir Climat d'Auvergne-Rhône-Alpes et Climat du Cantal.
En 2010, le climat de la commune est de type climat de montagne, selon une étude du CNRS s'appuyant sur une série de données couvrant la période 1971-2000. En 2020, Météo-France publie une typologie des climats de la France métropolitaine dans laquelle la commune est exposée à un climat de montagne ou de marges de montagne et est dans la région climatique  Ouest et nord-ouest du Massif Central, caractérisée par une pluviométrie annuelle de 900 à 1 500 mm, maximale en automne et en hiver. 
Pour la période 1971-2000, la température annuelle moyenne est de 9,5 °C, avec une amplitude thermique annuelle de 15,3 °C. Le cumul annuel moyen de précipitations est de 1 530 mm, avec 13,4 jours de précipitations en janvier et 8,5 jours en juillet. Pour la période 1991-2020, la température moyenne annuelle observée sur la station météorologique de Météo-France la plus proche, sur la commune d'Aurillac à 17 km à vol d'oiseau, est de 10,5 °C et le cumul annuel moyen de précipitations est de 1 134,7 mm,. Pour l'avenir, les paramètres climatiques de la commune estimés pour 2050 selon différents scénarios d'émission de gaz à effet de serre sont consultables sur un site dédié publié par Météo-France en novembre 2022.

## Urbanisme

### Typologie
Au 1er janvier 2024, Raulhac est catégorisée commune rurale à habitat dispersé, selon la nouvelle grille communale de densité à 7 niveaux définie par l'Insee en 2022.
Elle est située hors unité urbaine. Par ailleurs la commune fait partie de l'aire d'attraction d'Aurillac, dont elle est une commune de la couronne,. Cette aire, qui regroupe 85 communes, est catégorisée dans les aires de 50 000 à moins de 200 000 habitants,.

### Occupation des sols
L'occupation des sols de la commune, telle qu'elle ressort de la base de données européenne d’occupation biophysique des sols Corine Land Cover (CLC), est marquée par l'importance des territoires agricoles (79,1 % en 2018), en augmentation par rapport à 1990 (76,5 %). La répartition détaillée en 2018 est la suivante : 
prairies (52,9 %), zones agricoles hétérogènes (26,2 %), forêts (19 %), zones urbanisées (1,9 %). L'évolution de l’occupation des sols de la commune et de ses infrastructures peut être observée sur les différentes représentations cartographiques du territoire : la carte de Cassini (XVIIIe siècle), la carte d'état-major (1820-1866) et les cartes ou photos aériennes de l'IGN pour la période actuelle (1950 à aujourd'hui).

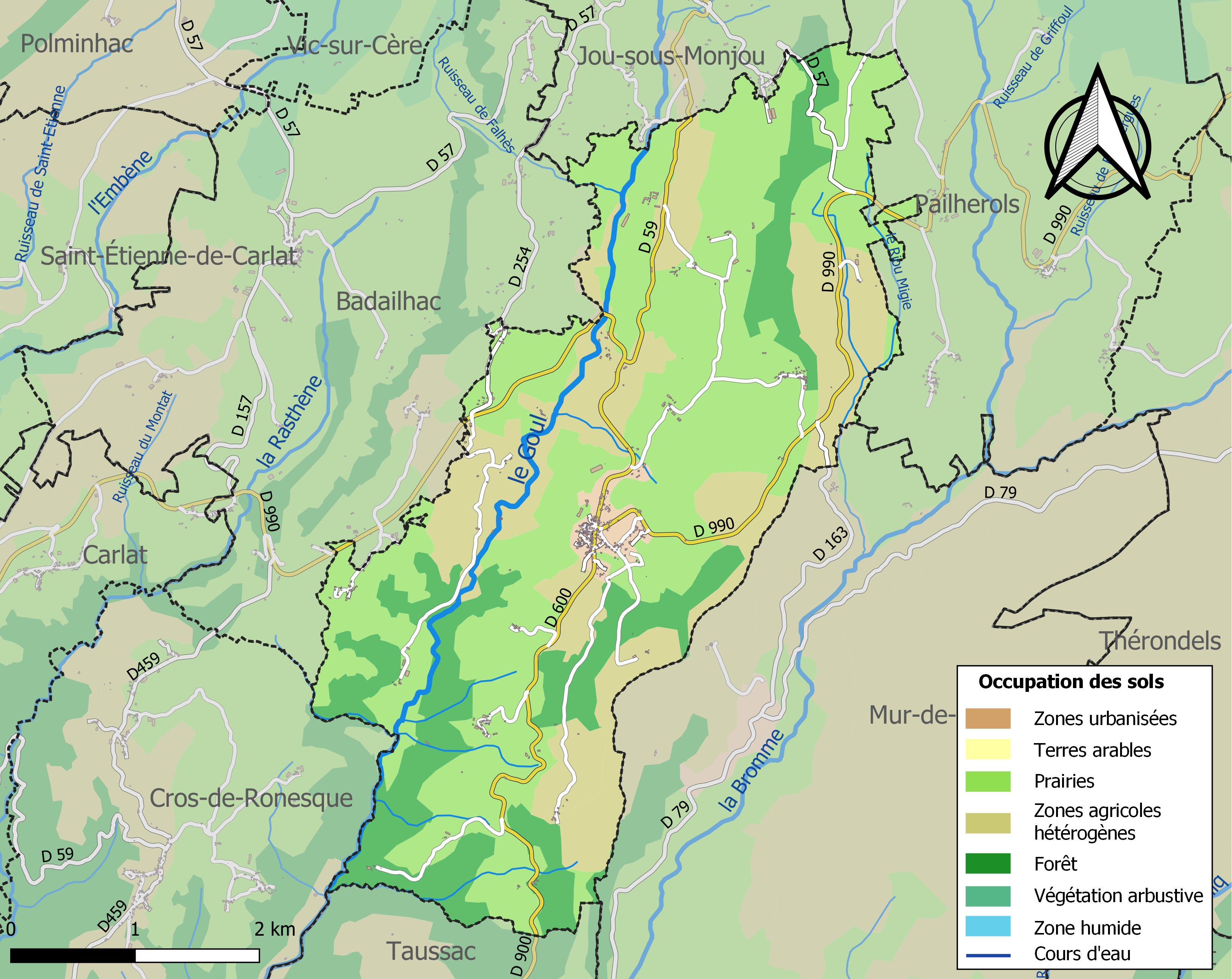
Carte des infrastructures et de l'occupation des sols de la commune en 2018 (CLC).

### Habitat et logement
En 2018, le nombre total de logements dans la commune était de 217, alors qu'il était de 226 en 2013 et de 219 en 2008.
Parmi ces logements, 56,2 % étaient des résidences principales, 36,5 % des résidences secondaires et 7,3 % des logements vacants. Ces logements étaient pour 91,4 % d'entre eux des maisons individuelles et pour 8,6 % des appartements.
Le tableau ci-dessous présente la typologie des logements à Raulhac en 2018 en comparaison avec celle du Cantal et de la France entière. Une caractéristique marquante du parc de logements est ainsi une proportion de résidences secondaires et logements occasionnels (36,5 %) supérieure à celle du département (20,4 %) et à celle de la France entière (9,7 %). Concernant le statut d'occupation de ces logements, 75 % des habitants de la commune sont propriétaires de leur logement (68,7 % en 2013), contre 70,4 % pour le Cantal et 57,5 pour la France entière.
| Typologie                                               | Raulhac | Cantal | France entière |
| ------------------------------------------------------- | ------- | ------ | -------------- |
| Résidences principales (en %)                           | 56,2    | 67,7   | 82,1           |
| Résidences secondaires et logements occasionnels (en %) | 36,5    | 20,4   | 9,7            |
| Logements vacants (en %)                                | 7,3     | 11,9   | 8,2            |

## Histoire

### Préhistoire, protohistoire et antiquité
Le territoire de Raulhac a été habité et exploité dès les temps préhistoriques. Ainsi, en 1986, un véritable atelier d'extraction du silex et de fabrication d'outils a été découvert par l'archéologue André Delpuech, à proximité du village de Lasclauzades à la limite du Cantal et de l'Aveyron.
Durant l'âge du fer, la région était sous le contrôle de la civitas des Arvernes, peut-être par l'intermédiaire d'un peuple vassal, les Eleutètes, que certains chercheurs positionnent dans la région de Lieutadès, à une vingtaine de kilomètres de Raulhac. Les riverains ont donc ainsi pu, lors de la guerre des Gaules combattre dans les rangs opposés à Jules César, et également bénéficier de sa mansuétude au lendemain de la défaite gauloise. 
Après la conquête du pays par les romains, les aristocrates locaux continuèrent à régir leurs domaines et à s'impliquer dans la vie politique locale. Pour la période antique, des vestiges d'habitation gallo-romaines ont été repérés dans les villages d'Albospeyre - ou un hypogée a notamment été mis au jour - et de Lavergne, et l'une des voies romaines traversant les Monts du Cantal passait à proximité de Raulhac.

### Du Moyen Âge aux temps modernes
Au cours des siècles, parfois après des partages familiaux, voire des guerres impitoyables entre propriétaires voisins, la surface des grands domaines anciens avait été considérablement réduite.
La bonne qualité des sols faisait de Raulhac un terroir agricole convoité. Mais la propriété agricole était très inégalement répartie.
Après que la Révolution de 1789 confisqua les biens de l'Église, la terre de Raulhac était partagée comme suit :
- les propriétés seigneuriales exploitées par des fermiers ;
- les propriétés des bourgeois, notables ou gros paysans ;
- les propriétés de ceux qui possédaient quelques terres leur permettant de vivre ;
- les mini-propriétaires dont la terre ne pouvaient assurer le pain quotidien et qui mettaient leur bras au service des grands propriétaires ou fermiers ou bien se livraient à une activité artisanale.

### Après la révolution
En 1790, Badailhac et Pailherols sont érigées en commune par démembrement de Raulhac.
Tout le long du XIXe siècle on assiste à de nouvelles répartitions. Le droit romain supplantait le droit coutumier, de sorte que celui des enfants qui était héritier, devait indemniser ses frères soit en espèces soit en leur donnant une partie de la propriété. On assiste ainsi à une parcellisation des domaines qui existait encore il y a peu.
La mécanisation de l'agriculture, les méthodes et les besoins nouveaux qui surgirent entre les deux grandes guerres, firent enclencher un phénomène en sens inverse. À nouveau les petites propriétés disparaissent en s'agrégeant aux grandes. Le surplus de la population allant chercher fortune ailleurs, à Paris par exemple.

## Politique et administration
| Période                                  | Période  | Identité                      | Étiquette | Qualité           |
| ---------------------------------------- | -------- | ----------------------------- | --------- | ----------------- |
| Les données manquantes sont à compléter. |          |                               |           |                   |
| 1790                                     | 1791     | Antoine Sobrier de Peyre      |           |                   |
| 1792                                     | 1792     | Jacques-Géraud Combes         |           |                   |
| 1793                                     | 1795     | François Nicolaudie           |           |                   |
| 1795                                     | 1795     | Pierre Besse, de Golusclat    |           |                   |
| 1795                                     | 1796     | Antoine Nicolaudie            |           |                   |
| 1796                                     | 1798     | Jean Poulhès, de la Cayrie    |           |                   |
| 1798                                     | 1800     | Jacques-Géraud Combes         |           |                   |
| 1800                                     | 1807     | Antoine Sobrier               |           |                   |
| 1808                                     | 1821     | Jean Poulhès                  |           |                   |
| 1822                                     | 1830     | Guillaume Etienne Poulhès     |           |                   |
| 1831                                     | 1842     | Charles Philippe Rastignac    |           |                   |
| 1842                                     | 1842     | Bertrand Joseph Degriels      |           | Maire par intérim |
| 1842                                     | 1848     | Étienne Jean-François Poulhès |           |                   |
| 1848                                     | 1855     | Arséne Prébois                |           |                   |
| 1855                                     | 1870     | Casimir de Chazelles          |           |                   |
| 1870                                     | 1877     | Eugène Jordan de Puyfol       |           |                   |
| 1877                                     | 1880     | Calixte Garnier               |           |                   |
| 1880                                     | 1889     | Théophile Garnier             |           |                   |
| 1889                                     | 1896     | Jean-Pierre Bladier           |           |                   |
| 1896                                     | 1925     | Emile Fabre                   |           |                   |
| 1925                                     | 1929     | Félix Troupel                 |           |                   |
| 1929                                     | 1934     | Emile Fabre                   |           |                   |
| 1935                                     | 1947     | Antoine Tourtoulou            |           |                   |
| 1947                                     | 1977     | Jean Garrouste                | DVG       | Agriculteur       |
| 1977                                     | 1983     | Antonin Nicolaudie            |           |                   |
| 1983                                     | 1985     | Thierry Blanc                 |           |                   |
| 1985                                     | 1995     | Michel Albisson               |           |                   |
| 1995                                     | En cours | Philippe Matière              | DVD       | Cadre supérieur   |

## Démographie
L'évolution du nombre d'habitants est connue à travers les recensements de la population effectués dans la commune depuis 1793. Pour les communes de moins de 10 000 habitants, une enquête de recensement portant sur toute la population est réalisée tous les cinq ans, les populations de référence des années intermédiaires étant quant à elles estimées par interpolation ou extrapolation. Pour la commune, le premier recensement exhaustif entrant dans le cadre du nouveau dispositif a été réalisé en 2005.

En 2022, la commune comptait 273 habitants, en évolution de −1,09 % par rapport à 2016 (Cantal : −1,08 %, France hors Mayotte : +2,11 %).
| 1793  | 1800 | 1806 | 1821 | 1831 | 1836 | 1841 | 1846 | 1851  |
| ----- | ---- | ---- | ---- | ---- | ---- | ---- | ---- | ----- |
| 1 000 | 910  | 870  | 813  | 867  | 914  | 814  | 804  | 1 017 |

| 1856 | 1861 | 1866 | 1872 | 1876  | 1881 | 1886 | 1891  | 1896 |
| ---- | ---- | ---- | ---- | ----- | ---- | ---- | ----- | ---- |
| 944  | 990  | 956  | 930  | 1 018 | 960  | 996  | 1 061 | 939  |

| 1901 | 1906 | 1911 | 1921 | 1926 | 1931 | 1936 | 1946 | 1954 |
| ---- | ---- | ---- | ---- | ---- | ---- | ---- | ---- | ---- |
| 953  | 968  | 983  | 786  | 755  | 737  | 736  | 667  | 602  |

| 1962 | 1968 | 1975 | 1982 | 1990 | 1999 | 2005 | 2006 | 2010 |
| ---- | ---- | ---- | ---- | ---- | ---- | ---- | ---- | ---- |
| 532  | 448  | 386  | 350  | 364  | 332  | 348  | 346  | 314  |

| 2015 | 2020 | 2022 | - | - | - | - | - | - |
| ---- | ---- | ---- | - | - | - | - | - | - |
| 282  | 269  | 273  | - | - | - | - | - | - |

Au recensement de 1975, la commune de Raulhac comptait 386 habitants pour une surface de 1 698 hectares. 
En 1979, Raulhac comptait 36 exploitations agricoles. En 2005, on n'en compte plus que 22.
Le nombre de logements de Raulhac a été estimé à 210 en 2007. Ces logements se composent de 143 résidences principales, 49 résidences secondaires ou occasionnels ainsi que 18 logements vacants.

## Économie

### Tourisme et culture
Raulhac est un village qui accueille chaque année de nombreux touristes. En effet, de nombreuses fêtes de Tradition ont lieu de juillet à octobre comme la fête du pain, la fête du village avec son Festival de l'Accordéon, la fête de la tarte à la tome...
Tout au long de l'été se tiennent sur la place du village les traditionnels marchés d'été avec les bons produits du terroir. Raulhac peut être exploré avec ses sentiers de randonnée, ses châteaux et les villages voisins.
À une trentaine de kilomètres de la station de ski alpin du Lioran (de 1 250 m à 1 850 m d'altitude) et à 9 kilomètres de la station de ski de fond de Pailherols, Raulhac permet de d'apprécier l'hiver et les joies de la neige et de la montagne.

## Lieux et monuments

### Édifices religieux
- Église Saint-Pierre de Raulhac :  l'édifice est presque entièrement du XVe siècle, hormis une colonne et quelques fragments de maçonnerie du XIIe siècle conservés dans les deux premières travées, ainsi que le portail. L'église a fait l'objet de restauration intérieure au XVIIe siècle, après les guerres de Religion, puis au XIXe siècle. On entre par un portail roman abrité sous la tour du clocher. Il s’ouvre sur la première travée de la nef. Il est composé de trois voussures, dont l'archivolte en damier possède une clef sculptée. Elles reposaient sur des colonnes à chapiteaux décorés de motifs de personnages (masques et atlantes ?) et d'animaux stylisés avec le tailloir décoré de chevrons. À l’intérieur, l'ensemble est une nef unique de quatre travées terminée par un chœur à cinq pans inégaux, le tout couvert de voûtes nervées. Les clefs de voûte de la nef sont aux armes de Bonne de Berry et de son fils Bernard VIII d'Armagnac. Le chœur polygonal est éclairé par quatre fenêtres ogivales, une porte permet l'accès à la sacristie, des stalles couvrent l'hémicycle. La voûte du chœur est décorée de peintures murales en grisaille, dont 3 médaillons représentant, deux vertus cardinales : l'espérance (ancre marine) à gauche, la tempérance (cruche d'eau versée) au milieu et la vertu théologale : la foi (croix et calice) à droite. De même les deux chapelles latérales du milieu en vis-à-vis sont peintes, mais de motifs floraux. Sept chapelles, toutes de la même époque, sont percées entre les contreforts. L'église possède un mobilier intéressant, comme la chaire à prêcher datée de 1780 (restaurée en 2001), des retables du XVIIe siècle, dont l'Éducation de la Vierge ou celui de l'Adoration des Mages ainsi qu’une piéta. Le vaste porche qui protège l’entrée, date de la fin du XIVe siècle. Les nervures de la voûte sont peintes dans des tons de jaune et orange, ainsi que les culots sculptés de têtes. Sur les parois apparaissent les blasons de la famille de L'Arbre d'Escalmels, et celui des Scorailles dans une litre funéraire. Au-dessus du porche s'élève le clocher carré de trois étages, reconstruit en 1731, flanqué d'une tour hexagonale.

### Architecture civile
- Le site néolithique de Las Clauzades, découvert récemment par André Delpuech, mais pas encore fouillé, est un ancien lieu d'extraction et de taille de silex qui montre que la fabrication de couteaux est plus anciennes dans le Carladez qu'à Laguiole[21].

Des châteaux qui s'échelonnaient le long de la vallée du Goul comme autant de sentinelles surveillant d'éventuelles invasions, certains ont totalement disparu ; on notera seulement quelques grands noms de l'histoire locale : à Montamat (Béanavent), à Cromières (Les Rolland).
Dans la hiérarchie féodale, tous les châteaux de la vallée du Goul relevaient de la  vicomté de Carlat.
- Le château de Messilhac : du haut de son rocher, le château de Messilhac domine fièrement la belle vallée du Goul. Il offre à ses visiteurs une vue absolument magnifique des volcans d'Auvergne. Ce chef-d'œuvre de l'architecture française de la Renaissance est à ne manquer sous aucun prétexte.
- Le château du Mas de Raulhac : il faut prendre le chemin qui monte au Mas vers l'ancien presbytère pour qu'apparaisse le manoir qui appartint aux Monjou, famille la plus prestigieuse de la vallée vers le XIIIe siècle. Au début du XVIIIe siècle le château appartient à Jean Boudoyer, valet de chambre de la Reine Margot. En 1627, il passe à la famille de la Vaissière (mariage d'Antoine de La Vaissière de Beauregard de Vitrac de Bonan avec la veuve de Jean Boudoyer). L'extrémité de l'aile principale a été séparée à la suite d'un partage familial. Vestiges d'une ancienne tour carrée côté nord-est. Tour ronde d'escalier en façade avec bretèche au-dessus de la porte d'entrée. Ce château appartient encore de nos jours aux descendants de la famille de la Vaissière. Il ne se visite pas.
- Le château de Cropières qui ne se visite pas.
- Le château de Courbelimagne : il domine la vallée du Carlades (Nord-Aveyron) à 700 mètres d'altitude sur le versant Sud du Plomb-du-Cantal (parc naturel des Volcans d'Auvergne) et jouit d'une exposition remarquable en orientation plein Sud.
- Le manoir de Valduchez : les principales familles qui l'occupèrent, furent les Bénavent, les Scorailles, les Confinhal, Les Sistrières. C'est la famille de Pierre, héritier des Murat-Sistrières qui au début du XIXe siècle vendit ce manoir à Jean Soubeyre, ancêtre du propriétaire actuel.

Ce manoir du XVIIe siècle présente un ensemble avec dépendances homogènes. Deux tours carrées sont adjointes à une corps de logis rectangulaire. Un bel escalier de style Louis XIII monte dans la tour est. 
Il ne se visite pas.
- La tour de Puechmouriez : vestige d'un ancien château fort qui existait au XIIIe siècle et qui appartenait comme Cropières aux Montjou, il n'était déjà plus à la fin du XVIIe siècle qu'une « masure inhabitable ».

Autrefois, cinq niveaux se superposaient dans le donjon carré qui subsiste de nos jours. À l'intérieur, on voit encore les restes d'un escalier en pierre et les traces d'anciennes poutres. Modestes vestiges d'un château qui fut en d'autres temps un « réparium » redoutable.
Après les Montjou, le château de Puechmouriez appartint à l'illustre famille des Montal, puis par acquisition et héritage, il revint à la famille de Fontanges de Cropières. Inhabité et peu ou pas entretenu, il se délita peu à peu. Seule la vieille tour semble résister. Des travaux de consolidation ont été effectués par la municipalité de Raulhac en 1992, après que le dernier propriétaire, M. Christian de Chefdebien eut vendu la tour pour un franc symbolique à la commune de Raulhac. 
Il reste encore beaucoup à faire pour éviter une lente dégradation, ce dont la commune de Raulhac et la Communauté de communes Cère et Goul en Carlades s'occupent actuellement.
La vie à Raulhac ne se déroulait pas que dans les châteaux. Tout un peuple d'artisans, de paysans, de bourgeois constituait la substance vitale de cette vallée du Goul dans le bourg et les villages bruissant d'activités.
- La ferme de la Borie-Grande.

- Le bourg :

Ce qui frappe le visiteur de passage à Raulhac, c'est la belle harmonie des toitures de lauze. Les matériaux de construction : schiste, andésite ou basalte, proviennent des carrières de la région. Une dizaine de maisons ont conservé l'emplacement au sol que leur attribuait le cadastre de 1811. Il y a eu de nouvelles constructions, lesquelles dans leur majorité ont reproduit le style local, ce qui confère au village un remarquable caractère d'authenticité.
Édifices remarquables :
- Maison dite de Vitrac (au rez-de-chaussée : trois salles voûtées en partie du XVe siècle)
- Maison dite de la Mayonne et puis de la Maugénie : mur à colombages côté est - belles ouvertures Renaissance sur la façade sud en partie masquée par un garage/terrasse en ciment.
- Maison dite de Bonal : voir l'appareillage des angles - fût de basalte de 1,5 mètre à 2 mètres de long.

## Personnalités liées à la commune
- Louis Cambon (1916-2011) : bougnat dans le 14e arrondissement de Paris, c'est lui qui offrit les « quatre bouts de bois » à Georges Brassens pendant l'hiver 1954. L'artiste lui rend hommage dans sa Chanson pour l'Auvergnat. Louis Cambon s'est éteint à Raulhac le 23 mars 2011[22].
- Marie Angélique de Scorailles (1661-1681), favorite du roi Louis XIV.
- Jean-Baptiste Coffinhal (1746-1818), homme politique, député du Cantal de 1807 à 1812.
- Eugène Jordan de Puyfol, ancien maire de Raulhac et botaniste dont l'herbier est conservé au musée des Volcans à Aurillac.
- Géraud Venzac (1901-1981), né à Raulhac, prêtre catholique français, moine, professeur de littérature, chevalier de la Légion d’honneur, auteur de Géraud Venzac raconte Raulhac, Journal 1916-1961, Gerbert, Aurillac, 1983.

## Héraldique
| Blason de Raulhac | Blason  | De gueules à la bande d'argent chargée de trois tourteaux de sable. |
| Blason de Raulhac | Détails | Le statut officiel du blason reste à déterminer.                    |

### Sources
- Bernard Poulhès, L'Ancien Raulhac
- Bernard Poulhès et Joseph Trin, Raulhac Contemporain
- Bernard Poulhès, Revue de la Haute-Auvergne
- Mr Morisque, Revue de la Haute-Auvergne
- Abel Beaufrère, Découverte d'un hypogée gallo-romain au village d'Albospeyre, commune de Raulhac, 1973, Aurillac, Éd. Gerbert.
- Géraud Venzac, Géraud Venzac raconte Raulhac : journal 1916-1961, extraits, souvenirs, Aurillac, 1983.
- Inventaire Topographique du Canton de Vic-Sur-Cère, Paris, Imprimerie nationale.